# Nikon-1-Serie

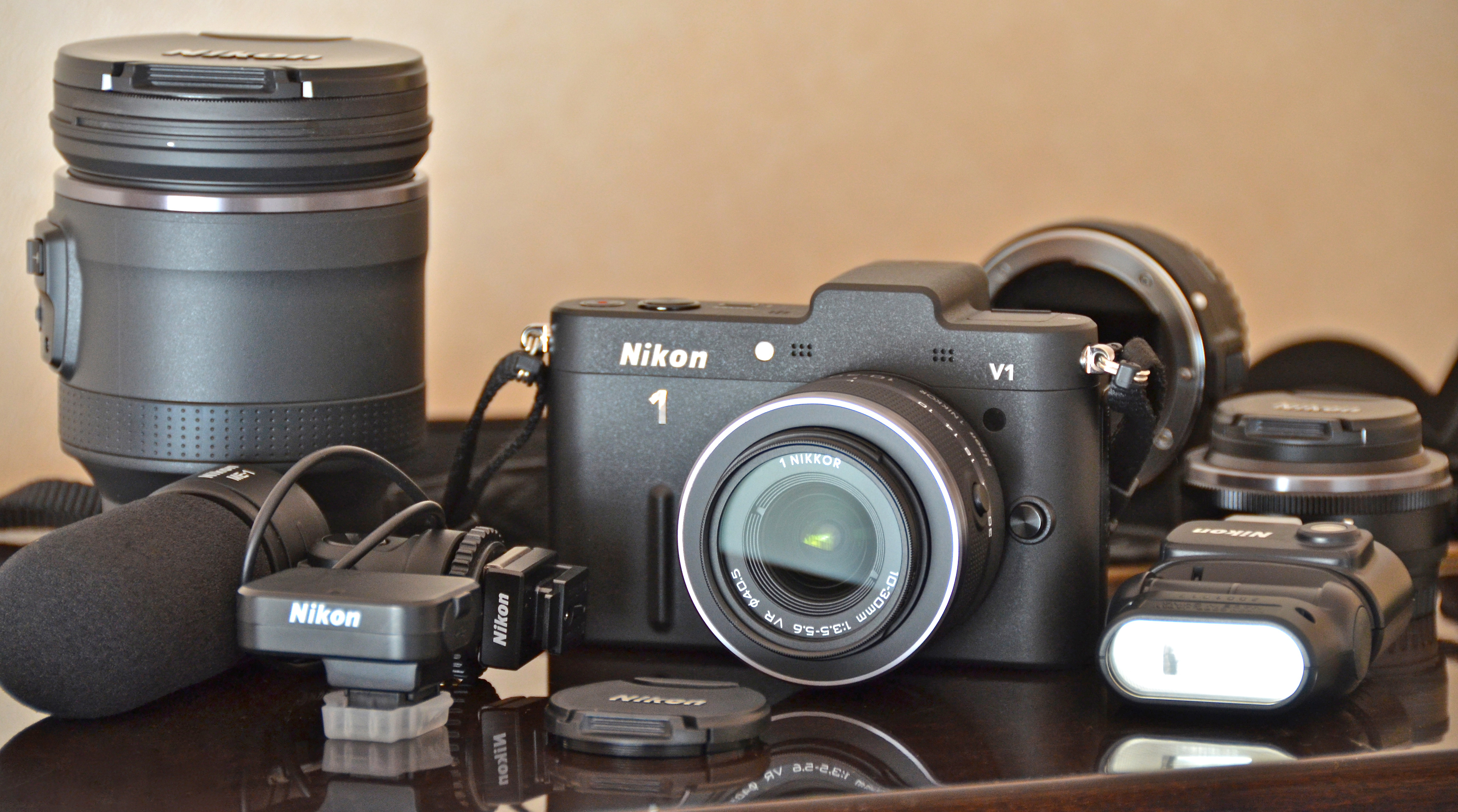
Nikon 1 V1 mit 1 Nikkor VR 10–30 mm 1:3,5–5,6 (montiert), Nikkor VR 10-100mm f/4.5-5.6 PD-Zoom (links), ME-1 Mikrophon, GP-N100 GPS und SB-N5 Blitz (von links nach rechts)

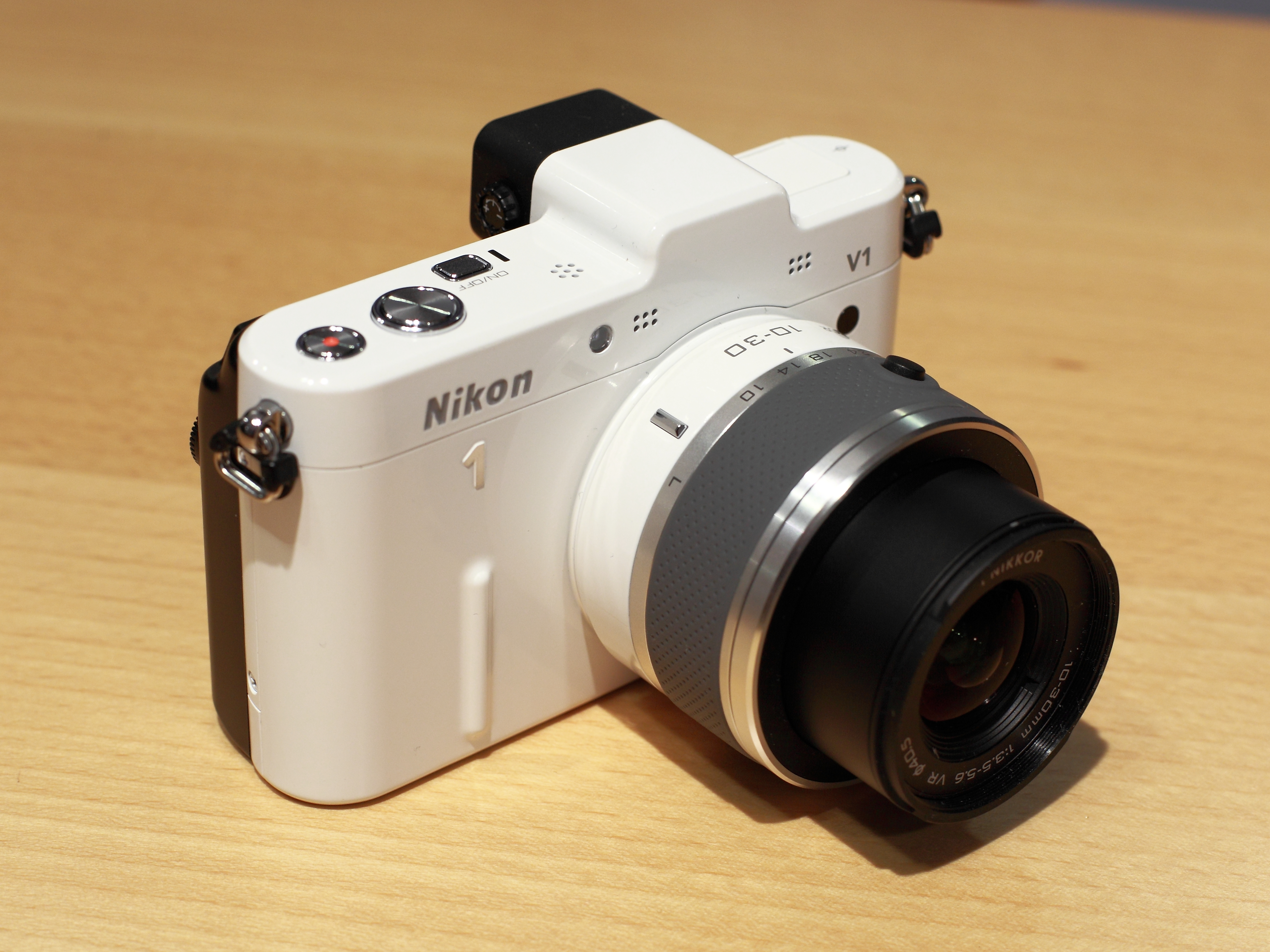
Nikon 1 V1 in weißer Ausführung mit 1 Nikkor VR 10–30 mm 1:3,5–5,6

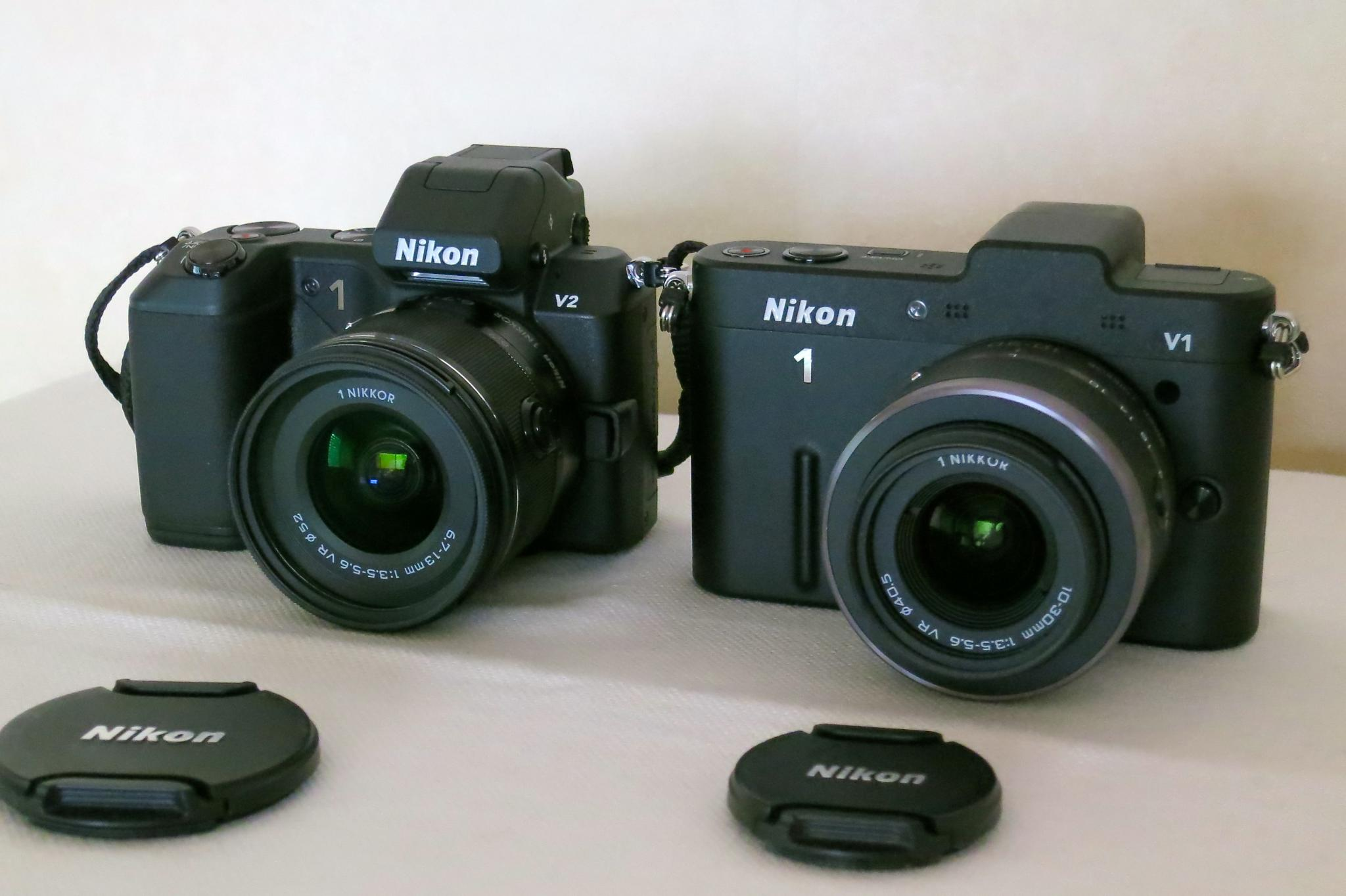
Nikon 1 V2 mit 1 Nikkor VR 6,7–13 mm 1:3,5–5,6, neben dem Vorgänger

Nikon 1 ist ein digitales Kamerasystem mit spiegellosen Digitalkameras und Wechselobjektiven des japanischen Herstellers Nikon. Am 21. September 2011 wurden zwei Kameravarianten vorgestellt: Die unverbindliche Preisempfehlung des Herstellers für das J1 Kit lag damals bei 599 € (heute inflationsbereinigt zirka 790 €) und für das V1 Kit bei 869 € (heute inflationsbereinigt zirka 1.150 €) jeweils zusammen mit einem 10 bis 30 mm (entspricht 27 bis 81 mm Kleinbild) Zoomobjektiv. 
Nikon hat 2017 die Produktion und 2018 das Angebot der Nikon-1-System-Kameras eingestellt.

## Charakteristika
Nikon 1 ist das dritte digitale Kamerasystem von Nikon und positioniert sich technisch zwischen DSLRs und Kompaktkameras. Für die Kamera wurden ein neues Bajonett und ein neuer Sensor entworfen. Das System besitzt einen elektronischen Sucher ohne Spiegel, trotzdem lassen sich wie bei Spiegelreflexkameras die Objektive tauschen. Durch das kleine Sensorformat und damit geringere Brennweite und das Entfallen der Komponenten für einen optischen Sucher können diese Systemkameras im Vergleich zu DSLRs kompakt produziert werden.
Nach Herstellerangaben sollen die Kameras eine kurze Auslöseverzögerung haben und können bis zu 60 Bilder pro Sekunde aufnehmen. Die ersten Kameragehäuse besaßen einen Sensor mit 10,1 Megapixeln, die neueren Modelle V2, J3 und AW1 einen Sensor mit 14,2 Megapixeln, die V3 und J4 einen Sensor mit 18,4 Megapixeln und die J5 einen Sensor mit 20,8 Megapixeln.
Insgesamt wurden vier Modellreihen auf den Markt gebracht:
- S-Serie (Nikon 1 S1, S2)
- J-Serie (Nikon 1 J1, J2, J3, J4, J5)
- V-Serie (Nikon 1 V1, V2, V3)
- AW-Serie (Nikon 1 AW1)

Die S- und J-Serie besitzt keinen elektronischen Sucher und keinen Blitzschuh, allerdings ist ein Blitz integriert. Die S-Serie ist die kompakteste Variante. Die V-Serie ist die Serie der Kameras mit elektronischem Sucher und mit Blitzschuh, bei der V2 ist zusätzlich ein Blitz integriert, bei der V3 ist ein Aufsteck-Sucher optional erhältlich.
Die AW-Serie ist eine Serie wasserdichter (bis 15 Meter Tauchtiefe), besonders stoßfester und kälteresistenter Kameras für die Outdoor- und Unterwasserfotografie. Sie wurde am 19. Sept. 2013 zusammen mit zwei dazugehörigen wasserdichten und stoßresistenten AW-Objektiven vorgestellt. 

### Aufnahmemodi
Neben Fotografie  mit einer Motivautomatik, Programmautomatik, Blendenautomatik, Zeitautomatik und manueller Steuerung (P/S/A/M) ist die Aufnahme von HD-Video möglich. Daneben gibt es als Besonderheit einen Modus „bewegter Schnappschuss“, der einen kurzen Videofilm in Zeitlupe aufnimmt, sowie einen Modus „Smart Photo Selector“, der aus einer Serie von 20 Bildern, die vor, während und nach dem Drücken des Auslösers aufgezeichnet werden, 5 Einzelaufnahmen automatisch auswählt, aus denen der Benutzer schließlich das für ihn Beste auswählen kann.

### Autofokus-System
Beim Nikon-1-System wird ein hybrides Autofokus-System eingesetzt. Es wechselt automatisch zwischen einem Autofokus-System mit Phasenerkennung und 73 Messfeldern und einem AF-System mit Kontrasterkennung und 135 Messfeldern (V3: 105 bzw. 171 Fokusmessfelder). Es stehen ein Einzel-AF (AF-S) sowie eine kontinuierliche Schärfenachführung (AF-C) zur Auswahl.
Viele Nikon-1-Objektive verfügen zwar über einen Zoom-, aber keinen Fokussierring. Eine manuelle Fokussierung ist jedoch über Bedienelemente an der Kamera trotzdem möglich.

## CX-Sensorformat
Das für die 1-Serie neu eingeführte Sensorformat wird von Nikon als CX-Format bezeichnet. Der Sensor hat ein Seitenverhältnis von 3:2 und misst 13,2 mm × 8,8 mm (116 mm² oder 13,4 Prozent der Kleinbildgröße) und in der Diagonale 15,9 mm. Der Sensor ist somit kleiner als der von Micro-Four-Thirds- und APS-C/DX-Kameras, aber größer als der vieler anderer digitaler Kompaktkameras.
Der Formatfaktor relativ zum Kleinbildformat beträgt 2,73 und die Schärfentiefe ist bei gleicher Blendenzahl und gleichem Bildwinkel im Vergleich zum Kleinbildformat um diesen Faktor größer. Die Normalbrennweite des CX-Formats ist im Vergleich zum Kleinbildformat um den Formatfaktor kleiner und beträgt etwa 18 mm; das von Nikon angebotene Normalobjektiv hat eine Brennweite von 18,5 mm.
Namengebend für Nikons Bezeichnung „1-Serie“ ist das Außenmaß des Sensors (nicht dessen effektive Bilddiagonale), definiert nach dem traditionellen Messverfahren der Nominalgröße von Bildsensoren anhand der Größe der entsprechenden Vakuum-Bildaufzeichnungsröhre, angegeben als Durchmesser der entsprechenden Röhre in Zoll. Bei einem Ein-Zoll-Bildsensor entspricht die Bildgröße demnach der Größe des Bildes, welches auf der lichtempfindlichen Fläche einer Bildaufzeichnungsröhre mit dem Außendurchmesser 1 Zoll dargestellt werden kann. Typischerweise betrug bei derartigen Röhren der Durchmesser der nutzbaren Fläche etwa zwei Drittel des Außendurchmessers, woraus sich die Sensormaße erklären.
Nikons 1-Serie besitzt auch ein eigenes Bajonett, das mit 39,8 mm Durchmesser kleiner als das bisherige F-Bajonett ist.

## Objektive

### 1-Nikkor-Objektive
Objektive für das Nikon-1-System werden mit 1 Nikkor bezeichnet.
Für das Nikon-1-System wurden bisher folgende Objektive vorgestellt:
- 1 Nikkor VR 6,7–13 mm 1:3,5–5,6 (Weitwinkel-Zoom)
- 1 Nikkor 10 mm 1:2,8 (Weitwinkel-Pancake-Objektiv)
- 1 Nikkor AW 10 mm 1:2,8 (wasserdichtes Weitwinkel-Objektiv für die AW-Serie)
- 1 Nikkor VR 10–30 mm 1:3,5–5,6 (Standard-Zoom)
- 1 Nikkor VR 10–30 mm 1:3,5–5,6 PD-ZOOM (Standard-Zoom mit Zoom-Motor speziell für Videoaufnahmen)
- 1 Nikkor VR 10–100 mm 1:4,0–5,6 (Super-Zoom)
- 1 Nikkor VR 10–100 mm 1:4,5–5,6 PD-ZOOM (Super-Zoom mit Zoom-Motor speziell für Videoaufnahmen)
- 1 Nikkor 11–27,5 mm 1:3,5–5,6 (Standard-Zoom)
- 1 Nikkor AW 11–27,5 mm 1:3,5–5,6 (wasserdichtes Standard-Zoom für die AW-Serie)
- 1 Nikkor 18,5 mm 1:1,8 (Normalobjektiv)
- 1 Nikkor VR 30–110 mm 1:3,8–5,6 (Tele-Zoom)
- 1 Nikkor 32 mm 1:1,2 (lichtstarke kurze Tele-Brennweite)
- 1 Nikkor VR 70–300 mm 1:4,5–5,6 (Supertele-Objektiv)

Die AW-Objektive sind nur mit Kameras der AW-Serie kompatibel, während die normalen 1-Nikkor-Objektive an alle Kameras angeschlossen werden können.
Einige Objektive leiden an Problemen mit dem Blendensystem. Dort kann ein kleines Plastik-Zahnrad brechen. Es gab von Nikon auch einen bis 15. Januar 2021 laufenden Rückruf des Objektivs VR 10–30 mm 1:3,5–5,6, bei dem die Kommunikation mit der Kamera ausfallen kann.

### Nikkor-Objektive
Mittels des von Nikon produzierten FT1-Adapters können viele Objektive für das F-Bajonett an Nikon-1-Kameras angeschlossen werden. Objektive mit eingebautem Fokussiermotor (AF-I/AF-S) haben in der Regel auch an der Nikon 1 einen Autofokus, wobei der Einzel-AF (AF-S) sowie seit neuestem auch eine kontinuierliche AF-Schärfenachführung (AF-C) benutzt werden kann. Mit F-Objektiven ist nur das mittlere Autofokusfeld verwendbar. Die VR-Funktion kann verwendet werden, allerdings ist der VR permanent aktiv und geht bspw. bei der Bildwiedergabe nicht in den Ruhezustand.
Da der Sensor mit Crop 2,7 deutlich kleiner ist als ein DX- (Crop 1,5) oder FX-Sensor (Crop 1,0), wird allerdings ein sehr großer Teil des Objektives gar nicht benutzt. Es werden faktisch nur 13 % (=100 / 2,7 / 2,7) des Bildfeldes benutzt, das eine Kamera mit FX-Sensor verwendet.

## Systemzubehör
Für das Kamerasystem wurde ein neuer Multizubehöranschluss entwickelt, mit dem die Kameras der V-Serie ausgestattet sind. Er kann spezielle kleine Nikon-1-Systemblitze, ein externes Mikrophon oder einen GPS-Empfänger aufnehmen. An der V3 kann ein Elektronischer Sucher an den Multizubehöranschluss angeschlossen werden. Eine Verwendung von Systemzubehör aus dem übrigen Zubehörprogramm wie z. B. Nikon Systemblitzen oder eine direkte Verwendung von Studio-Blitzanlagen ist nicht möglich.
Weiteres Zubehör ist unter anderem ein Infrarot-Fernauslöser, ein WLAN-Modul zur Datenübertragung und Steuerung der Kamera sowie verschiedene Unterwassergehäuse.

## Systemende
Nikon stellte 2017 die Produktion der Nikon-1-Systemkameras ein. Im Juli 2017 gab es nur noch Lagerbestände der 1 J5. Die Nikon 1 AW1 und die Nikon 1 V3 waren ausverkauft. Nachfolgemodelle wurden nicht angekündigt. Jan-Markus Rupprecht von Digitalkamera.de meinte: „Das ist faktisch das Ende des bisherigen spiegellosen Kamerasystems von Nikon.“
2018 führte Nikon ein neues spiegelloses Kamerasystem, das Z-System, ein. Das Z-System und das 1er-System sind zueinander nicht kompatibel.